# Hans-Joachim Barnewitz
Hans-Joachim Barnewitz (* 18. August 1892 in Charlottenburg; † 19. April 1965 in Lübbecke) war ein deutscher Generalarzt im Zweiten Weltkrieg.

## Leben
Hans-Joachim Barnewitz erlangte 1910 in Berlin-Wilmersdorf sein Abitur. Er studierte in Jena, Kiel, Berlin, Freiburg und Rostock. Barnewitz trat während des Ersten Weltkriegs als Freiwilliger in die Preußische Armee ein und nahm am Ersten Weltkrieg teil. 1917 approbierte er in Schwerin und erlangte seine Promotion mit dem Thema Über einen Epigastrius parasiticus bei einer Katze 1920 an der Universität Rostock. Bis 1924 war er Assistenzarzt an den pathologischen Instituten in Rostock und Kiel. Anschließend war er 1925 erst am hygienischen Institut in Kiel und dann in Bonn. Von 1925 bis 1928 war er an der Hautklinik Essen. Ab 1928 war er, bis er wieder in die Armee eintrat, als niedergelassener Facharzt für Haut- und Geschlechtskrankheiten in Schwerin tätig.
Am 1. März 1938 erfolgte seine Wiederaufnahme in die Armee und seine Beförderung zum Oberfeldarzt. Sein Einsatzort zu dieser Zeit war das Militärkrankenhaus in Königsberg. Im Zuge der allgemeinen Mobilmachung wurde Barnewitz am 26. August 1939 zum Divisionsarzt der 228. Infanterie-Division ernannt, mit der er am Überfall auf Polen teilnahm. Am 5. Februar 1940 wechselte er in selbiger Funktion zur 6. Infanterie-Division über. Mit dieser bestritt er den Westfeldzug. Anschließend blieb er mit der Einheit als Besatzungstruppe in Frankreich.
Zum 19. Juni 1941 wurde Barnewitz Leitender Sanitätsoffizier beim Verbindungsoffizier zum königlich-italienischen Oberkommando in Afrika. Dort stieg er am 13. Oktober 1941 zum Korpsarzt des Deutschen Afrikakorps auf. Er nahm an der Belagerung, später auch an der Eroberung, von Tobruk teil und war an den Kampfhandlungen im Zuge der Operation Battleaxe und Operation Crusader beteiligt, ebenso an der Rückeroberung von Bengasi und der ersten Schlacht von El-Alamein.
Am 5. September 1942, nachdem er sich krankgemeldet hatte, wurde er aus Afrika nach Deutschland evakuiert und in die Führerreserve des Oberkommando des Heeres versetzt. Nachdem er sich gesundheitlich erholt hatte, wurde er ab 10. Mai 1943 zum Kommandeur der Sanitätsabteilung Thorn ernannt. Am 2. Juni 1944 wurde Barnewitz mit dem Deutschen Kreuz in Silber ausgezeichnet.
Nach der durch sowjetische Vormärsche bedingten Evakuierung des Krankenhauses in Thorn wurde er zum 1. November 1944 wieder in die Führerreserve versetzt und fungierte Barnewitz während dieser Zeit im Wehrkreiskommando XX. Aufgrund seiner herausragenden Leistungen war er zugleich Korpsarzt des stellvertretenden XII. Armeekorps, wo er mit der Wahrnehmung der Geschäfte beauftragt war. Zum 1. Januar 1945 wurde er schließlich dessen Korpsarzt und war zugleich Arzt des Wehrkreis XII. Zum Generalarzt wurde er am 1. März 1945 befördert. Am 8. Mai 1945 geriet er in alliierte Kriegsgefangenschaft, aus der er 1946 wieder entlassen wurde.
Nach dem Krieg ließ er sich als Arzt in Schleswig-Holstein nieder. Eine Aufnahme in die Bundeswehr strebte er nicht an.